# Semiothisa nervata
Semiothisa nervata là một loài bướm đêm trong họ Geometridae.